# Jüdischer Friedhof (Rülzheim)

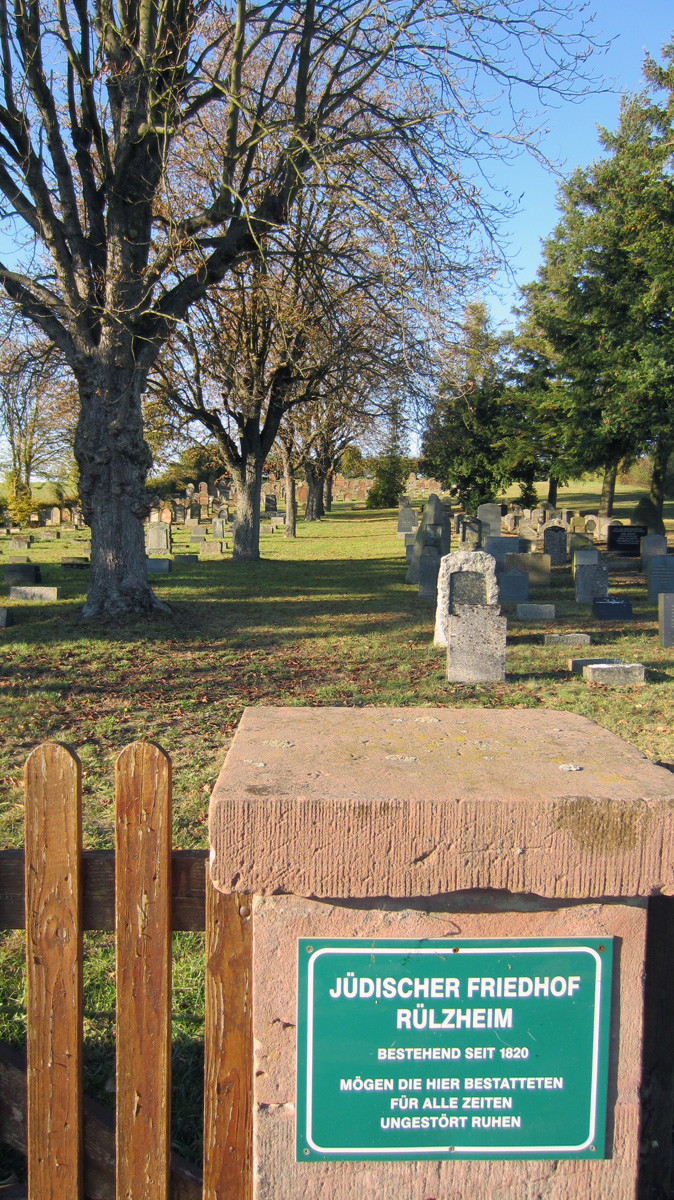
Eingang des Friedhofs

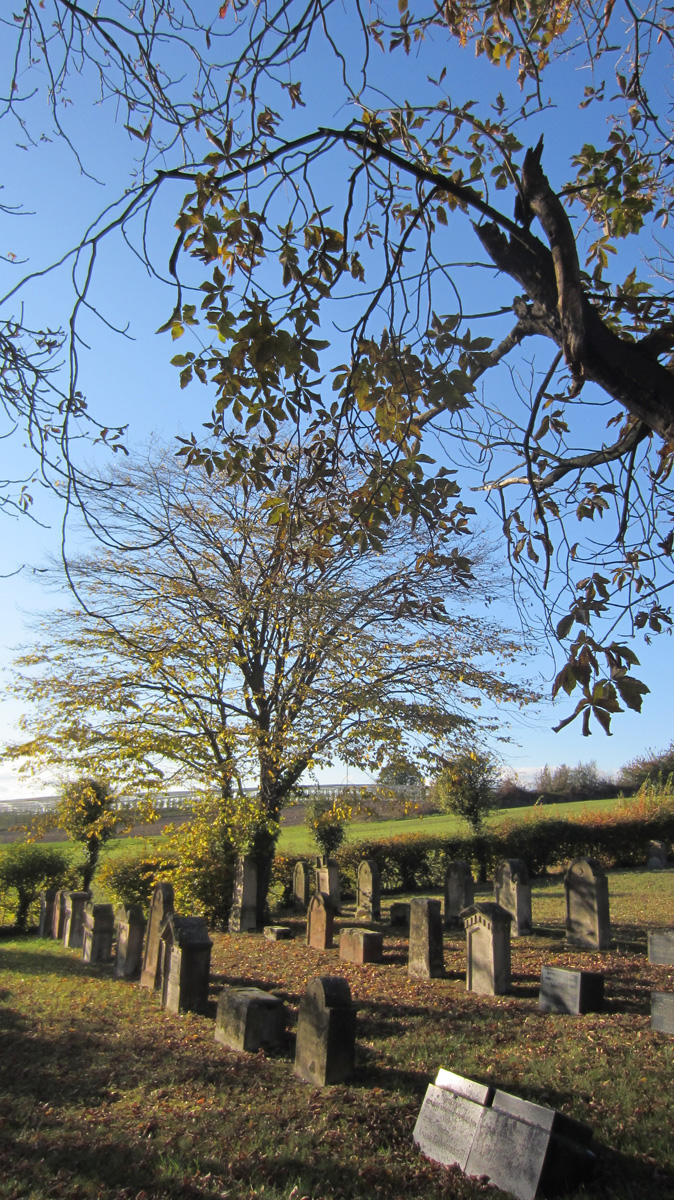
Gräberreihe im unteren Teil des Friedhofs

Der Jüdische Friedhof Rülzheim ist ein jüdischer Friedhof in Rülzheim, einer Ortsgemeinde im Landkreis Germersheim in Rheinland-Pfalz. Der Friedhof befindet sich unmittelbar an der Straße zwischen Rülzheim und Herxheimweyher.

## Geschichte
Die jüdische Gemeinde Rülzheim bestattete ihre Toten zunächst auf den jüdischen Friedhöfen in Essingen und Ingenheim. Der eigene Friedhof wurde 1826 angelegt. Er war der Verbandsfriedhof folgender jüdischer Gemeinden: Bellheim, Germersheim, Hagenbach, Kuhardt, Leimersheim und Rülzheim.
Der Friedhof, der 1903 dokumentiert wurde, hat eine Fläche von 48,80 Ar und heute sind noch etwa 420 Grabsteine vorhanden.

## Zeit des Nationalsozialismus
In der Zeit des Nationalsozialismus wurde der Friedhof zerstört und verwüstet. Ein Teil der Grabsteine wurde zum Wegebau benutzt. Nach 1945 wurde der Friedhof so weit wie möglich wieder hergestellt.